# Solo: A Star Wars Story
Solo: A Star Wars Story is een Amerikaans actie-sciencefictionfilm uit 2018 rond het Star Wars-personage Han Solo. De regie was in handen van Phil Lord en Christopher Miller voordat ze door Lucasfilm werden vervangen door Ron Howard. Lawrence Kasdan schreef samen met zijn zoon Jon Kasdan het scenario van de film.

## Verhaal
Solo: A Star Wars Story vertelt het verhaal van de avonturen van de jonge Han Solo en zijn vriend Chewbacca en hoe zij elkaar hebben leren kennen.

## Rolverdeling
| Acteur                          | Personage               |
| ------------------------------- | ----------------------- |
| Alden Ehrenreich                | Han Solo                |
| Joonas Suotamo                  | Chewbacca               |
| Woody Harrelson                 | Tobias Beckett          |
| Emilia Clarke                   | Qi’ra                   |
| Donald Glover                   | Lando Calrissian        |
| Thandie Newton                  | Val                     |
| Phoebe Waller-Bridge            | L3-37                   |
| Paul Bettany                    | Dryden Vos              |
| Jon Favreau                     | Rio Durant (stem)       |
| Erin Kellyman                   | Enfys Nest              |
| Linda Hunt                      | Lady Proxima (stem)     |
| Ian Kenny                       | Rebolt                  |
| John Tui                        | Korso                   |
| Warwick Davis                   | Weazel                  |
| Clint Howard                    | Ralakili                |
| Dee Tails                       | Quay Tolsite            |
| Anthony Daniels                 | Tak                     |
| Kiran Shah                      | Karjj                   |
| Harley Durst Andrew Jack (stem) | Moloch                  |
| Ray Park Sam Witwer (stem)      | Darth Maul              |
| Jason Wong                      | handhaver wapencontrole |

## Achtergrond

### Ontwikkeling
In juni van 2015 maakte Lucasfilm bekend dat in de zomer van 2018, een film rond het personage Han Solo in de bioscoop zal verschijnen. Tevens werd bekendgemaakt dat Phil Lord en Christopher Miller de regie voor hun rekening zouden nemen. Lawrence Kasdan en diens zoon Jon Kasdan kregen de opdracht om het scenario van de film te schrijven.
Op 17 oktober 2017 maakte Ron Howard de titel van de film bekend.

### Casting
Meer dan 2500 jonge acteurs deden auditie voor de rol van Han Solo. Begin januari 2016 stonden o.a. Miles Teller, Dave Franco, Emory Cohen, Logan Lerman en Blake Jenner op de shortlist van de studiobazen. Twee maanden later werd de lijst met mogelijke acteurs teruggeschroefd tot drie kanshebbers: Alden Ehrenreich, Jack Reynor en Taron Egerton. In mei van 2016 maakte Deadline.com bekend dat Ehrenreich voor de rol werd gekozen en in onderhandeling was met de studio. Tijdens Star Wars Celebration in Londen op 17 juli 2016 werd Ehrenreigh officieel bevestigd als de acteur die gestalte zou geven aan het iconische personage Han Solo.
Donald Glover werd gecast in de rol van Lando Calrissian, terwijl Emilia Clarke werd gecast in een nog niet nader genoemde vrouwelijke hoofdrol. Begin januari 2017 werd  bekendgemaakt dat Woody Harrelson gecast werd in de film, en de rol van Han Solo's mentor zou gaan spelen. Michael K. Williams werd in de rol van een motion-capture aliën gecast, maar tijdens de reshoots wegens agendaproblemen vervangen door Paul Bettany. Het motion-capture personage werd omgevormd tot een mens.

### Productie
Eind januari 2017 gingen de opnames in de Pinewood Studios van start. De hoofdopnames gingen echter pas op 21 februari 2017 van start.
In mei van 2017 verhuisde de productie voor drie weken naar Fuerteventura, een van de Canarische eilanden.
Midden juni 2017, met nog drie weken productie te gaan, maakte Lucasfilm bekend dat Phil Lord en Christopher Miller, de regisseurs van de film, de productie verlieten wegens creatieve meningsverschillen met de studio. Verschillende bronnen dicht bij de productie verklaarden later dat Lord en Miller werden ontslagen o.a. omdat ze te vaak afweken van het Kasdan script en ze een afwijkende visie hadden op het personage. Volgens de bronnen van vakblad Variety liep de relatie tussen Lord & Miller en Lucasfilm reeds van in het begin mis. Kennedy zou het moeilijk hebben gehad met de manier waarop Lord & Miller de opnames aanpakten en hun manier van werken met de cast en crew. Lord & Miller's vele improvisatiewerk op de set was een doorn in het oog van Lucasfilm en Lawrence Kasdan evenals het beperkte materiaal dat de opnames opleverden.
Ron Howard werd enkele dagen na het ontslag van Lord & Miller ingehuurd als de nieuwe regisseur. Nadat Howard werd aangesteld als regisseur kreeg hij de tijd om het reeds gefilmde materiaal te beoordelen en te bepalen wat opnieuw opgenomen diende te worden. Eind juni 2017 werden de opnames hervat onder leiding van Howard. De opnames werden op 17 oktober 2017 afgerond.
Eind oktober 2017 raakte bekend dat volgens een bron dicht bij de productie, maar liefst 80% van de film opnieuw werd opgenomen door Ron Howard. Dit zou kloppen met het tijdsbestek van de productie: Lord & Miller zouden voordat ze ontslagen werden ca. vier opnamemaanden achter de rug hebben. Nadat Ron Howard de productie overnam, duurde de opnames opnieuw bijna vier maanden.
Ondanks de regisseurswissel en de langer durende opnames, blijft Lucasfilm vasthouden aan een mei 2018 release.
Eind maart 2018 maakten Lord en Miller op het GLAS Animation Festival bekend dat ze een credit als Uitvoerend producent voor de film krijgen.

### Post-productie
De voor een Oscar genomineerde filmcomponist John Powell werd door Lucasfilm ingehuurd als componist van de Han Solo film. Op 22 april 2018 werd de post-productie van de film afgerond.

### Promotie
Tijdens de Super Bowl op zondag 4 februari 2018 werd een 45 seconden durende teaser getoond. De volgende ochtend werd een volledige trailer uitgezonden tijdens Good Morning America op het televisienetwerk ABC.

### Release
Solo: A Star Wars Story ging op 15 mei 2018 in première op het filmfestival van Cannes buiten competitie. De originele soundtrack Solo: A Star wars Story (Original Motion Picture Sountrack) werd vrijgegeven op 25 mei 2018 door Walt Disney records.

## Ontvangst

### Critici
Op Rotten Tomatoes behaalt de film een Fresh rating van 69%, gebaseerd op 250 recensies met een gemiddelde van 6,5/10.
Metacritic komt op een score van 63/100, gebaseerd op 53 recensies.

### Publieksreactie
Op CinemaScore, die zijn rating baseert op enquêtes die de site afneemt aan bioscopen en zo garandeert dat de bevraagden de film daadwerkelijk gezien hebben, behaalt de film een A- rating.

### Box-office
Begin mei 2018 gingen analisten uit van een openingsweekend in Noord-Amerika (Verenigde Staten + Canada) tussen de 165 en 175 miljoen dollar. In de dagen voor het openingsweekend werden deze voorspelling naar beneden bijgesteld, en verwachtte men een opbrengst tussen de 130 en 150 miljoen dollar.
De totale, wereldwijde opbrengst werd 392 miljoen dollar.